# Doctor Who – Battles in Time
Doctor Who — Battles in Time — коллекционная карточная игра, а также журнал, выходящий раз в две недели под редакцией GE Fabbri. Игра и журнал были впервые выпущены в середине апреля 2006 года в двух «тест-регионах» Соединенного Королевства и был представлен в Великобритании 20 сентября 2006 года. Несколько месяцев спустя журнал был выпущен в Австралии. Тем не менее, только в Южной Австралии был он представлен в газетных киосках. В остальной части Австралии он был доступен по подписке с дистрибьютором. Услуги подписки уже удалены с официального сайта. Последний выпуск журнала был выпущен 13 мая 2009 года.

## Журнал
Каждый номер журнала включал в себя:
- Правила к различным играм (до выпуска 61)
- Колода карт с Доктором (кроме выпуска 1)
- Колода карт с Доктором: Головоломки на основе карт (выпуск 61)
- Сравнение между картами; например, Роза против Кассандры, Доктор против Императора Далеков, Капитан Джек против Пустого Ребёнка.
- Руководство по эпизоду со сценарием, основанном на эпизоде, который можно играть с картами.
- Раскладное руководство по различным монстрам с примечаниями на картах и с изображением монстра.
- За кадром: Гид по определенным монстрам или съёмкам.
- Комиксы, составленные Джоном Россом (выпуски 1-6) и Ли Салливаном. Раскраска Алана Крэддокома.
- «Dalek Wars».
- Головоломки на тематику Доктора Кто.
- Викторина «Какой ты герой/монстр?».
- Три страницы комиксов. Иногда это одиночные истории, но обычно они вписываются в арочную историю по многим выпускам.

Было выпущено четыре специальных выпуска (Daleks V.S Cybermen, Invader, Ultimate Monsters and Devastator). Они содержали несколько колод карт текущего набора.

## Карты
По состоянию на 1 января 2009 года было выпущено шесть наборов карт.
Набор «Exterminator» составляет 275 карт и был выпущен 20 сентября 2006 года. Он охватывает первый и второй сезоны и специальный рождественский выпуск 2005 года «Рождественское вторжение»
Набор «Annihilator» включает в себя 100 карт и охватывает серии из первых двух сезонов, а также специальный рождественский выпуск 2006 года «Сбежавшая невеста». Этот набор был выпущен 21 февраля 2007 года.
Набор «Daleks vs Cybermen» был выпущен 16 мая 2007. Это специальный набор из 18 карт, в том числе 16 общих и один из четырёх вариантов редких карт с Далеком и Киберменом.
Набор «Invader», выпущенный 5 сентября 2007 года, состоит из 225 карт и охватывает третий сезон сериала.
Набор «Ultimate Monsters» был выпущен 5 марта 2008 года. Это набор из 225 карт, который в основном основан на классических сериях, которые выходили с 1963 по 1989 год. Остальные карты охватывают специальный рождественский выпуск 2007 года «Путешествие проклятых» и также первые три сезона возрождённого сериала.
Последний набор «Devastator», который основан на специальный рождественский выпуск 2007 года и четвёртом сезоне, был выпущен 3 сентября 2008 года. Специальный выпуск с четырьмя бесплатными колодами карт и гидом по четвёртому сезону был выпущен 17 сентября 2008 года и продавался по цене £4,99.
Существуют также дополнительные карты. Это ненумерованные карты «Super Rose», который можно найти в каждом тысячном колоде, состоящей из пяти основных наборов, карты «psychic paper», которые вышли только с первым номером журнала, и ненумерованные линзовидные карты «Dalek Blaster», которые распространяются со специальным выпуском набора «Invader».
Специальное издание с колодой карт, основанных на сериале Приключения Сары Джейн вышла с 62 номером журнала в виде одноразового набора.